# Detekcija i korekcija grešaka
U teoriji informacija i kodiranja sa primenama u računarskoj nauci i telekomunikacijama, detekcija i korekcija grešaka ili kontrola grešaka su tehnike koje omogućavaju pouzdanu isporuku digitalnih podataka preko nepouzdanih komunikacionih kanala. Mnogi kanali komunikacije su podložni buci kanala i tako se mogu uvesti greške tokom prenosa sa izvora na prijemnik. Tehnike detekcije grešaka omogućavaju otkrivanje takvih grešaka, dok ispravljanje grešaka omogućava rekonstrukciju originalnih podataka u mnogim slučajevima.

## Definicije
Detekcija greške je otkrivanje grešaka izazvanih bukom ili drugim pogoršanjima tokom prenosa sa predajnika na prijemnik. Korekcija grešaka je detekcija grešaka i rekonstrukcija originalnih podataka bez grešaka.

## Istorija
U klasičnoj antici, prepisivači hebrejske Biblije su bili plaćeni za svoj rad prema broju stihova (redova stiha). Kako su prozne knjige Biblije retko kada su bile pisane štihovima, prepisivači su, da bi procenili obim posla, morali da prebroje slova. Ovo je takođe pomoglo da se obezbedi tačnost u prenosu teksta uz izradu narednih kopija. Između 7. i 10. veka nove ere, grupa jevrejskih pisara je formalizovala i proširila ovo da bi stvorila numeričku masoru kako bi se obezbedila tačna reprodukcija svetog teksta. To je uključivalo prebrojavanje broja reči u redu, odeljku, knjizi i grupama knjiga, beležeći središnji šav knjige, statistiku upotrebe reči i komentare. Standardi su postali takvi da se odstupanje čak i u jednom slovu u svitku Tore smatralo neprihvatljivim. Efikasnost njihovog metoda ispravljanja grešaka je potvrđena preciznošću kopiranja kroz vekove, što je pokazano otkrićem svitaka sa Mrtvog mora 1947–1956, koji datiraju iz oko 150. p. n. e. - 75. godine.
Zasluge za savremeni razvoj kodova za ispravljanje grešaka se pridaju Ričardu Hemingu zbog njegovih doprinosa iz 1947. godine. Opis Hemingovog koda objavljen je u „Matematičkoj teoriji komunikacije” Kloda Šenona i ubrzo nakon toga ga je generalizovao Marsel Golaj.

## Principi
Sve šeme otkrivanja i ispravljanja grešaka dodaju redandantnost (tj. neke dodatne podatke) u poruku, koje primaoci mogu koristiti da provere konzistentnost isporučene poruke i da povrate podatke za koje je utvrđeno da su oštećeni. Sheme otkrivanja i ispravljanja grešaka mogu biti sistematske ili nesistematične. U sistematskoj shemi, pošiljalac šalje originalne podatke i dodaje fiksni broj kontrolnih bitova (ili paritetnih podataka) koji su izvedeni iz bitova podataka nekim determiniranim algoritmom. Ako je potrebno samo otkrivanje grešaka, primalac može jednostavno da primeni isti algoritam na primljene bitove podataka i uporedi svoj izlaz sa primljenim kontrolnim bitovima; ako se vrednosti ne podudaraju, došlo je do greške u nekom trenutku tokom prenosa. U sistemu koji koristi nesistematični kod, originalna poruka se transformiše u šifriranu poruku koja sadrži iste informacije i koja ima najmanje onoliko bitova koliko i izvorna poruka.
Dobre performanse kontrole grešaka zahtevaju da se shema odabere na osnovu karakteristika kanala komunikacije. Uobičajeni modeli kanala uključuju modele bez pamćenja kod kojih se greške događaju nasumično i sa određenom verovatnoćom, i dinamičke modele gde se greške javljaju prvenstveno u naletima. Shodno tome, kodovi za otkrivanje i ispravljanje grešaka mogu se generalno razlikovati između otkrivanja/ispravljanja slučajnih grešaka i detekcije/ispravke naleta grešaka. Neki kodovi takođe mogu biti pogodni za mešavinu slučajnih grešaka i naleta grešaka.
Ako se karakteristike kanala ne mogu odrediti ili su veoma promenljive, shema otkrivanja grešaka može se kombinovati sa sistemom za ponovni prenos podataka koji nisu pravilno preneti. Ovo je poznato kao automatsko ponavljanje zahteva (engl. automatic repeat request, ARQ) i često se koristi na Internetu. Alternativni pristup kontroli greške je hibridni automatski ponovljeni zahtev (engl. hybrid automatic repeat request, HARQ), koji je kombinacija ARQ i kodiranja ispravke grešaka.

## Literatura
- Lin, Shu; Daniel J. Costello, Jr. (1983). Error Control Coding: Fundamentals and Applications. Prentice Hall. ISBN 0-13-283796-X.
- Soljanin, Emina; Liu, Ruoheng; Spasojevic, Predrag (2004). „Hybrid ARQ with Random Transmission Assignments”. Advances in network information theory. Providence, Rhode Island: American Mathematical Society. стр. 321—334. ISBN 0-8218-3467-3. Приступљено 18. 3. 2009. also available as preprint.
- Comroe, R.; D. Costello (jul 1984). „ARQ schemes for data transmission in mobile radio systems”. IEEE Journal on Selected Areas in Communications. 2 (4): 472—481. doi:10.1109/JSAC.1984.1146084.
- Davida, George I.; Sudhakar M. Reddy (septembar 1972). „Forward Error Correction with Decision Feedback”. Information and Control. 21 (2): 117—133. doi:10.1016/S0019-9958(72)90057-5.
- „Rate Matching & HARQ (WCDMA/HSDPA)”. Rate Matching & HARQ (WCDMA/HSDPA).[мртва веза]
- Dahlman, Erik; Parkvall, Stefan; Sköld, Johan; Beming, Per (2008). 3G Evolution - HSPA and LTE for Mobile Broadband (2 изд.). Academic Press. стр. 119–123. ISBN 978-0-12-374538-5.
- Elwyn R. Berlekamp (2014). Algebraic Coding Theory. World Scientific Publishing. ISBN 978-9-81463-589-9. (revised edition)
- MacKay, David J. C. Information Theory, Inference, and Learning Algorithms. Cambridge. ISBN 0-521-64298-1. Непознати параметар |publihser= игнорисан [|publisher= се препоручује] (помоћ)
- Vera Pless (1982). Introduction to the Theory of Error-Correcting Codes. John Wiley & Sons, Inc. ISBN 0-471-08684-3.
- Randy Yates. A Coding Theory Tutorial (PDF).
- Thorpe, S.J. (1990).  Eckmiller, R.; Hartmann, G.; Hauske, G., ур. Parallel processing in neural systems and computers. North-Holland. ISBN 978-0-444-88390-2. Приступљено 30. 6. 2013.
- McGraw, Gary; Viega, John. „Make your software behave: Playing the numbers: How to cheat in online gambling.”. Архивирано из оригинала 2008-03-13. г. Приступљено 2007-07-02.
- „Determinism categories in the Mercury programming language”. Архивирано из оригинала 2012-07-03. г. Приступљено 2013-02-23.
- „Mercury predicate modes”. Архивирано из оригинала 2012-07-03. г. Приступљено 2013-02-25.
- Williams, Paul L.; Beer, Randall D. (2010). „Nonnegative Decomposition of Multivariate Information”. arXiv:1004.2515  [cs.IT].
- Gutknecht, A. J.; Wibral, M.; Makkeh, A. (2021). „Bits and pieces: Understanding information decomposition from part-whole relationships and formal logic”. Proceedings of the Royal Society A: Mathematical, Physical and Engineering Sciences. 477 (2251). Bibcode:2021RSPSA.47710110G. S2CID 221246282. arXiv:2008.09535 . doi:10.1098/rspa.2021.0110.
- Reza, Fazlollah M. (1994) [1961]. An Introduction to Information Theory. New York: Dover [McGraw-Hill]. ISBN 0-486-68210-2.
- Schneier, Bruce (1996). Applied Cryptography: Protocols, Algorithms, and Source Code in C. New York: John Wiley & Sons, Inc. ISBN 0-471-12845-7.
- Auffarth, B; Lopez-Sanchez, M.; Cerquides, J. (2010). „Comparison of Redundancy and Relevance Measures for Feature Selection in Tissue Classification of CT images”. Advances in Data Mining. Applications and Theoretical Aspects. Springer. стр. 248—262. CiteSeerX 10.1.1.170.1528 .